# Hiracoteri
L'hiracoteri ('bèstia semblant a un damà', en llatí) és un gènere extint d'ungulats perissodàctils molt petits (amb una llargada mitjana de 60 cm de llarg) que visqueren a les zones boscoses de l'hemisferi nord, amb espècies a Àsia, Europa i Nord-amèrica, durant el període Miocè. Aquest petit animal de la mida d'un gos és el cavall més antic conegut i en el passat se'l considera el membre més antic conegut dels èquids.